# Scopiorinus
Scopiorinus is een geslacht van rechtvleugeligen uit de familie sabelsprinkhanen (Tettigoniidae). De wetenschappelijke naam van dit geslacht is voor het eerst geldig gepubliceerd in 1960 door Beier.

## Soorten
Het geslacht Scopiorinus omvat de volgende soorten:
- Scopiorinus carinulatus Saussure & Pictet, 1898
- Scopiorinus fragilis Hebard, 1927
- Scopiorinus impressopunctatus Beier, 1960
- Scopiorinus mucronatus Saussure & Pictet, 1898
- Scopiorinus nigridens Stål, 1875
- Scopiorinus similis Beier, 1960
- Scopiorinus turrialbae Piza, 1980